# Liste der Baudenkmale in Penzin
In der Liste der Baudenkmale in Penzin sind alle denkmalgeschützten Bauten der Gemeinde Penzin (Mecklenburg-Vorpommern) und ihrer Ortsteile aufgelistet (Stand 10. Februar 2021).

## Baudenkmale nach Ortsteilen

### Penzin
| ID   | Lage                   | Bezeichnung                               | Beschreibung | Bild |
| ---- | ---------------------- | ----------------------------------------- | ------------ | ---- |
| 0400 | Dorfstraße 22 (Karte)  | Büdnerei 3                                |              |      |
| 0401 | Dorfstraße 11 (Karte)  | Transformatorenhaus                       |              |      |
| 0404 | Dorfstraße 30 (Karte)  | Bauernhof mit Wohnhaus, Scheune und Stall |              |      |
| 0406 | Selower Weg 38 (Karte) | Bauernhaus                                |              |      |

## Quelle
Denkmalliste des Landkreises Rostock A ‐ Z (Stand: 10. Februar 2021; PDF, 497 KB)
- Karte mit allen Koordinaten:
- OSM |
- WikiMap